# نخر الوارفارين
نخر الجلد الناجم عن الوارفارين هو حالة يحدث فيها نخر الجلد والأنسجة تحت الجلد (موت الأنسجة) بسبب نقص البروتين سي المكتسب بعد العلاج بمضادات التخثر المضادة لفيتامين ك (مركبات 4-هيدروكسي كومارين، مثل الوارفارين).
يعد نخر الوارفارين من المضاعفات النادرة ولكن الشديدة للعلاج بالوارفارين أو مضادات التخثر المشابهة. يصيب بشكل نموذجي النساء البدينات في منتصف العمر (متوسط العمر 54 سنة، نسبة إصابة الذكور إلى الإناث 1 : 3).:122–3 يحدث هذا الطفح الدوائي عادةً بين اليوم الثالث والعاشر من العلاج بمشتقات الوارفارين. تشمل الأعراض الأولى ألم واحمرار في المنطقة المصابة. مع تقدم الحالة، تصبح أطراف الآفات حادة وتصبح حبرية، ثم صلبة وفرفرية. قد تزول بعد ذلك أو تتطور لتشكل فقاعات دموية كبيرة غير منتظمة مع نخر نهائي وتشكل خشارة بطيئة الشفاء. أكثر المواقع إصابةً هي الثديين والفخذين والأرداف والقضيب، أي جميع المناطق التي تحتوي على دهون تحت الجلد.:122 في حالات نادرة، قد تُصاب اللفافة والعضلات.
يرتبط تطور المتلازمة باستخدام جرعات كبيرة في بداية العلاج.

## الآلية
عادةً ما يحدث النخر الناجم عن الوارفارين بعد ثلاثة إلى خمسة أيام من بدء العلاج الدوائي، وتزيد الجرعة الأولية العالية من خطر تطوره.:122 قد يتطور النخر الناجم عن الهيبارين في مواقع الحقن الموضعي - وعند الحقن في الوريد - بنمط واسع الانتشار.:123
في المراحل الأولى من عمل الوارفارين، يكون تثبيط البروتين سي والعامل السابع أقوى من تثبيط عوامل التخثر الأخرى التي تعتمد على فيتامين ك أي العوامل الثاني والتاسع والعاشر. ينتج ذلك عن اختلاف عمر النصف لهذه البروتينات: 1.5-6 ساعات للعامل السابع و8 ساعات للبروتين سي، مقابل يوم واحد للعامل التاسع، ويومان للعامل العاشر و2-5 أيام للعامل الثاني. كلما زادت الجرعة الأولية لمضاد فيتامين ك، كانت هذه الاختلافات أكثر وضوحًا. يؤدي اختلال عوامل التخثر هذا إلى تنشيط تناقضي لعملية التخثر، ما يؤدي إلى حالة أهبة التخثر وحدوث خثار. توقف الجلطات الدموية تدفق الدم إلى الجلد، مسببةً النخر. البروتين سي هو مضاد تخثر فطري، ومع تقليل الوارفارين من مستويات البروتين سي، قد يؤدي إلى خثار ضخم مع نخر وغرغرينا في الأطراف.
من الجدير بالذكر أن زمن البروثرومبين (أو النسبة المعيارية الدولية) المستخدم لفحص تأثير الوارفارين يعتمد بشكل كبير على العامل السابع، وهو ما يفسر لماذا يمكن للمرضى امتلاك نسبة معيارية دولية علاجية (تشير إلى فعالية جيدة لمضاد التخثر) لكن ما يزالون في حالة أهبة التخثر.
في ثلث الحالات، يحدث النخر الناجم عن الوارفارين لدى المرضى الذين يعانون من نقص كامن فطري وغير معروف سابقًا للبروتين سي. ترتبط هذه الحالة بالفرفرية الخاطفة، وهي إحدى المضاعفات لدى الأطفال المصابين بالإنتان والذي يتضمن أيضًا نخر الجلد. غالبًا ما يعاني هؤلاء الأطفال من نقص البروتين سي أيضًا. حدثت أيضًا حالات لدى المرضى الذين يعانون من نقص عوامل أخرى، بما في ذلك نقص البروتين إس ومقاومة البروتين سي المنشط (العامل الخامس لايدن) ونقص مضاد الثرومبين الثالث.
رغم أن الفرضية المذكورة أعلاه هي الأكثر شيوعًا، يعتقد آخرون أنه عبارة عن تفاعل فرط حساسية أو تأثير سام مباشر.

## العلاج
عادةً ما تكون الخطوة الأولى من العلاج هي إيقاف الدواء المؤذي، رغم وجود تقارير تصف كيفية تطور الطفح قليلًا بعد ثباته رغم الاستمرار بإعطاء الدواء.
استنادًا إلى افتراض مشاركة المستويات المنخفضة من البروتين سي في الآلية الأساسية، تتضمن العلاجات الشائعة البلازما المتجمدة الجديدة أو البروتين سي النشط النقي.
نظرًا لأن التأثيرات المعززة للجلطة لبدء إعطاء مركبات 4-هيدروكسي كومارين تكون عابرة، يمكن بدء علاج المرضى الذين يعانون من نقص البروتين سي أو نخر الوارفارين السابق بهذه الأدوية إذا اتُخذت التدابير المناسبة. وتشمل الزيادة التدريجية للجرعة بدءًا من الجرعات المنخفضة والإعطاء الإضافي للبروتين سي (النقي أو من البلازما المتجمدة الجديدة).
تُعلاج مناطق الجلد المتنخرة كما في حالات أخرى، وأحيانًا يحدث شفاء عفوي مع أو بدون ندبات، وقد يتطلب الأمر إجراء إنضار أو ترقيع للجلد.